# The Dumplings

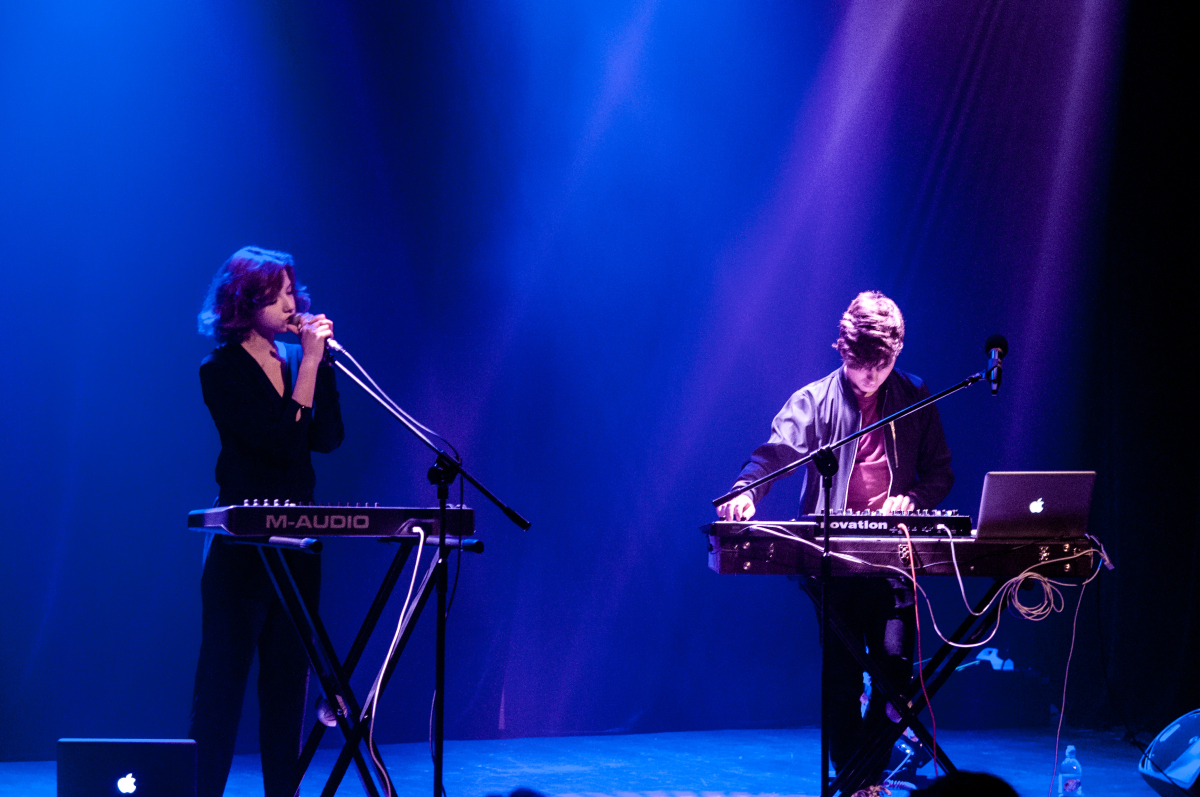
The Dumplings, 2014

The Dumplings – polski duet muzyczny, wykonujący muzykę electropop. Początkowo zdobył popularność, publikując swoją twórczość na kanale YouTube. W 2014 zespół wydał swój debiutancki album No Bad Days, który miał swoją premierę 13 maja i został nagrodzony Fryderykiem za fonograficzny debiut roku. W roku 2016 zespół został odznaczony Nagrodą Artystyczną Miasta Torunia im. Grzegorza Ciechowskiego.

## Życiorys
Justyna Święs i Kuba Karaś pochodzą z Zabrza. Poznali się w 2011 podczas konkursu piosenki i postanowili razem grać. Początkowo grali akustycznie indie rocka, ale potem zdecydowali się pójść w kierunku muzyki elektronicznej. W 2013 wysłali kilka piosenek do Łukasza Jakóbiaka, który zaprosił ich we wrześniu do swojego internetowego talk-show 20m².
W styczniu 2014 The Dumplings weszli do domowego studia nagraniowego Bartosza Szczęsnego – producenta ich krążka, gdzie nagrali kilkanaście piosenek na swój debiutancki album. Miesiąc później zespół podpisał kontrakt fonograficzny z Warner Music Poland. Premiera ich pierwszej płyty No Bad Days odbyła się 13 maja 2014. Wcześniej światło dzienne ujrzał ich pierwszy singiel „Technicolor Yawn”.
The Dumplings zostali ogłoszeni w line-upie Open’er Festival i Off Festivalu oraz wystąpili na dwóch ważnych festiwalach showcase’owych w Wielkiej Brytanii: Liverpool SoundCity i The Great Escape w Brighton. Zagrali także koncert klubowy w Londynie wraz z zespołem Kamp!.
Zespół The Dumplings spotkał się też z pozytywną oceną prasy.
W czerwcu 2019 opublikowali singiel „Bez słów”, który został użyty w kampanii firmy Durex trwającej do sierpnia tego roku.
W listopadzie 2020 zespół nagrał utwór „Każda z nas”, wspierający protesty przeciwko zaostrzeniu przepisów dotyczących aborcji w Polsce.

## Dyskografia

### Albumy
| Rok  | Dane dot. albumu                                                                                      | Pozycja na liście | Certyfikat         | Sprzedaż       |
| Rok  | Dane dot. albumu                                                                                      | POL               | Certyfikat         | Sprzedaż       |
| ---- | --- | ----------------- | ------------------ | -------------- |
| 2014 | No Bad Days - Data: 13 maja 2014 - Wydawca: Warner Music Poland - Format: CD, digital download        | 28                | - POL: złota płyta | - POL: 15 000+ |
| 2015 | Sea You Later - Data: 13 listopada 2015 - Wydawca: Warner Music Poland - Format: CD, digital download | 8                 | - POL: złota płyta | - POL: 15 000+ |
| 2018 | Raj - Data: 21 września 2018 - Wydawca: Warner Music Poland - Format: CD, digital download            | 4                 |                    |                |

### Single
| Rok | Tytuł                                     | Pozycja na liście | Pozycja na liście | Pozycja na liście | Pozycja na liście | Certyfikat             | Sprzedaż       | Album                      |
| Rok | Tytuł                                     | LP3               | UWM               | SLiP              | RM                | Certyfikat             | Sprzedaż       | Album                      |
| --- | ----------------------------------------- | ----------------- | ----------------- | ----------------- | ----------------- | ---------------------- | -------------- | -------------------------- |
| 2013 | „I Love You So”                           | –                 | –                 | –                 | –                 |                        |                | –                          |
| 2013 | „Mewy”                                    | –                 | –                 | –                 | –                 |                        |                | No Bad Days                |
| 2014 | „Betonowy las”                            | –                 | –                 | –                 | 8                 |                        |                | No Bad Days                |
| 2014 | „Technicolor Yawn”                        | 18                | 11                | –                 | 10                |                        |                | No Bad Days                |
| 2014 | „Technicolor Yawn (Remixes)”              | –                 | –                 | –                 | –                 |                        |                | –                          |
| 2014 | „Betonowy las (Ptaki remix)”              | –                 | –                 | –                 | –                 |                        |                | –                          |
| 2015 | „Nie gotujemy”                            | 27                | 29                | 22                | –                 | - POL: platynowa płyta | - POL: 50 000+ | Sea You Later (+ reedycja) |
| 2016 | „Kocham być z tobą”                       | 5                 | 5                 | 1                 | 1                 | - POL: platynowa płyta | - POL: 20 000+ | Sea You Later (+ reedycja) |
| 2016 | „Oddychasz”                               | –                 | –                 | –                 | –                 |                        |                | Sea You Later (+ reedycja) |
| 2016 | „Tide of Time”                            | –                 | –                 | –                 | –                 |                        |                | Sea You Later (+ reedycja) |
| 2016 | „Kto zobaczy”                             | –                 | –                 | –                 | –                 |                        |                | Sea You Later (+ reedycja) |
| 2017 | „Ach nie mnie jednej”                     | 13                | –                 | –                 | –                 | - POL: platynowa płyta | - POL: 20 000+ | nowOsiecka / Raj           |
| 2018 | „Jestem kobietą” (gościnnie: Mary Komasa) | –                 | –                 | –                 | –                 |                        |                | Raj                        |
| 2018 | „Raj”                                     | 9                 | 8                 | 31                | 1                 | - POL: złota płyta     | - POL: 25 000+ | Raj                        |
| 2019 | „Dla nas”                                 | –                 | 17                | –                 | 6                 |                        |                | –                          |
| 2019 | „Bez słów”                                | –                 | –                 | –                 | 8                 |                        |                | –                          |
| 2019 | „Przykro mi”                              | 24                | –                 | –                 | 7                 | - POL: złota płyta     | - POL: 25 000+ | Raj                        |
| 2020 | „Pewne serce"                             | X                 | –                 | –                 | –                 |                        |                | –                          |
| 2020 | „Każda z nas”                             | X                 | –                 | –                 | –                 |                        |                | –                          |
| 2024 | „W naszym zabetonowanym mieście”          | 16                | –                 | –                 | –                 |                        |                | –                          |
| 2024 | „To nie powtórzy się”                     | 12                | –                 | –                 | –                 |                        |                | –                          |
| 2024 | „To nie powtórzy się (live orkiestra)"    | –                 | –                 | –                 | –                 |                        |                | –                          |
| 2024 | „Przykro mi (live orkiestra)"             | –                 | –                 | –                 | –                 |                        |                | –                          |
| 2024 | „Nie gotujemy (live orkiestra)"           | –                 | –                 | –                 | –                 |                        |                | –                          |
| „–” oznacza, że singel nie był notowany na danej liście. „X” oznacza, że lista nie istniała w okresie wydania singla. |                                           |                   |                   |                   |                   |                        |                |                            |

## Teledyski
| Rok  | Tytuł                            | Reżyseria            | Album         | Źródło |
| ---- | -------------------------------- | -------------------- | ------------- | ------ |
| 2013 | „Nie słucham”                    | –                    | No Bad Days   | [ 38 ] |
| 2014 | „Technicolor Yawn”               | Arkadiusz Nowakowski | No Bad Days   | [ 39 ] |
| 2015 | „Betonowy las”                   | Arkadiusz Nowakowski | No Bad Days   | [ 40 ] |
| 2015 | „Nie gotujemy”                   | Filip Szmidt         | Sea You Later | [ 28 ] |
| 2016 | „Kocham być z tobą”              | Daniel Jaroszek      | Sea You Later | [ 41 ] |
| 2016 | „Tide of Time”                   | –                    | Sea You Later | [ 42 ] |
| 2016 | „Kto zobaczy”                    | Olga Czyżykiewicz    | Sea You Later | [ 43 ] |
| 2018 | „Jestem kobietą”                 | Piotr Matejkowski    | Raj           |        |
| 2018 | „Raj”                            | Piotr Matejkowski    | Raj           | [ 44 ] |
| 2019 | „Dla nas”                        | Olga Bołądź          | –             |        |
| 2019 | „Bez słów”                       | Daniel Jaroszek      | –             |        |
| 2024 | „W naszym zabetonowanym mieście” | Olaf Zażembłowski    | –             | [ 45 ] |
| 2024 | „To nie powtórzy się”            | Tomasz Stenzel       | –             | [ 46 ] |

## Nagrody i nominacje
| Rok  | Nagroda                                                        | Kategoria                                  | Tytułem            | Nota      | Źródło |
| ---- | -------------------------------------------------------------- | ------------------------------------------ | ------------------ | --------- | ------ |
| 2014 | Superhiro                                                      | Superhiro Przyszłości                      | The Dumplings      | Wygrana   | [ 47 ] |
| 2014 | Yach Film 2014                                                 | Aranżacja przestrzeni                      | „Technicolor Yawn” | Wygrana   | [ 48 ] |
| 2015 | Fryderyki 2015                                                 | Album roku – elektronika/indie/alternatywa | No Bad Days        | Nominacja | [ 49 ] |
| 2015 | Fryderyki 2015                                                 | Fonograficzny debiut roku                  | The Dumplings      | Wygrana   | [ 49 ] |
| 2015 | Yach Film 2015                                                 | Zdjęcia                                    | „Betonowy las”     | Nominacja | [ 50 ] |
| 2016 | Fryderyki 2016                                                 | Album roku elektronika i alternatywa       | Sea You Later      | Nominacja | [ 51 ] |
| 2016 | Nagroda Artystyczna Miasta Torunia im. Grzegorza Ciechowskiego | –                                          | The Dumplings      | Wygrana   | [ 52 ] |
| 2019 | Fryderyki 2019                                                 | Album roku pop alternatywny                | Raj                | Nominacja | [ 53 ] |
| 2019 | Fryderyki 2019                                                 | Najlepsza oprawa graficzna                 | Raj                | Nominacja | [ 53 ] |
| 2020 | PL Music Video Awards                                          | Pop                                        | „Przykro mi”       | Nominacja | [ 54 ] |